# 아미스타드 (영화)
《아미스타드》(Amistad)는 스티븐 스필버그의 1997년 영화로, 1839년 미국으로 끌려가던 흑인 노예들의 봉기와 그에 따른 법정투쟁 등 실화를 바탕으로 한다.

## 스태프
- 주연 - 모건 프리먼, 앤서니 홉킨스
- 시나리오 - 데이비드 프랜조니
- 음악 - 존 윌리엄스
- 사진 - 야누스 카민스키
- 편집 - 마이클 칸
- 배경 - 릭 카터

## 출연

### 주연
- 모건 프리먼 : 테어도어 조드슨 역
- 나이젤 호손 : 마틴 반 부렌 역
- 안소니 홉킨스 : 존 퀸시 아담스 역

### 조연
- 디몬 하운수 : 신큐 역
- 매튜 맥커너히 : 볼드윈 역
- 데이빗 페이머 : 포사이스 역
- 피트 포스틀스웨이트 : 홀러버드 역
- 스텔란 스카스가드 : 타판 역
- 아도티 라자크 : 얌바 역
- 아두 바카 포판나 : 팔라 역
- 안나 파킨 : 이사벨 여왕 2세 역
- 토마스 밀리안 : 캘더론 역
- 치웨텔 에지오포 : 코비 역
- 데릭 N. 애송 : 버아케이 역
- 지노 실바 : 루이즈 역
- 존 오티즈 : 몬티스 역

### 단역
- 랠프 브라운 : 게드니 중위 역
- 대런 E. 버로우즈 : 미드 중위 역
- 알랜 리치 : 젓슨 판사 역
- 폴 가일포일 : 변호사 역
- 피터 퍼스 : 피츠제럴드 선장 역
- 잰더 버클리 : 하몬드 역
- 제레미 노덤 : 코글린 판사 역
- 알리스 하워드 : 존 C. 칼훈 역
- 윌리 애머키 : 팔로와 역
- 치케 옥파라 : 소리에 역
- 오스틴 펜들튼 : 깁스 교수 역
- 다니엘 본 바겐 : 워든 펜들튼 역
- 러스티 슈위머 : 펜들튼 부인 역
- 페드로 아멘다리즈 주니어 : 제너럴 에스파테로 역
- 프랭크 T. 웰스 : 크라이어 역
- 마이클 마시 : 교도관 역
- 로이 쿠퍼 : 피크니 역
- 제이크 웨버 : 라이트 역
- 빅터 리버스 : 페라 선장 역
- 조지 게더즈 : 육군 원수 역
- 제랄드 R. 몰른 : 치안 판사 역
- 케빈 J. 오코너 : 선교사 역
- 토니 오웬 : 농장주 역
- 윌리엄 영 : 사업가 역
- 마이클 라일리 : 영국 장교 역
- 레온 싱어 : 파블로 역
- 카스투로 구에라 : 스페인 사제 역
- 해리 그로너 : 테코라 선장 역
- 호손 제임스 : 크리올 쿡 역
- 잉그리드 월터스 : 아기와 함께 배 밖으로 나온 여자 역
- 루즈벨트 프렌누리 : 냐우니 역
- 세이두 콜리베일리 : 아미스타드 아프리칸 엑스트라 역
- 제레미 쉘톤 : 아미스타드 아프리칸 엑스트라 역
- 에릭 브루노 보그만 : 1차 심사 위원 역
- 루이스 무노즈 : 스페인 노예 가드 역
- 언게니타 프레보스트 : 테코라 슬레이브 역
- 글렌든 리치 : 노예 / 폐지론자 역
- 존 토빈 : 대법원 기자 역

## 기타
- 공동제작: 팀 쉬리버
- 협력프로듀서: 보니 커티스
- 협력프로듀서: 폴 디슨
- 미술: 릭 카터
- 의상: 루스 E. 카터

## 한국판 성우진(MBC, 2000년 10월 29일)
- 황일청 - 아담스 (안소니 홉킨스)
- 박조호 - 조드슨 (모건 프리먼)
- 안지환 - 볼드윈 (매튜 맥커너히)
- 김현직
- 한상혁
- 김태훈
- 이도련
- 권혁수
- 이인성
- 이우신
- 변종필
- 김영선
- 김용준
- 박선영
- 송준석
- 이상범
- 최한
- 표영재

## 수상
- 1998년 제55회 골든 글로브 시상식 작품상 -드라마, 남우주연상 - 드라마, 남우조연상, 감독상
- 1998년 제70회 미국 아카데미 시상식 촬영상, 주제가상, 의상상, 음악상, 남우조연상
- 1998년 제4회 미국 배우 조합상 영화부문 남우조연상
- 1998년 제11회 유럽영화상 수상 유러피안 월드 시네마상 (스텔란 스카스가드)
- 1998년 제3회 크리틱스 초이스 시상식 수상 남우조연상 (안소니 홉킨스)